# Santa Clara (Salvador)
Pour les articles homonymes, voir Santa Clara.
Santa Clara est une municipalité du département de San Vicente au Salvador.